# Sigulda

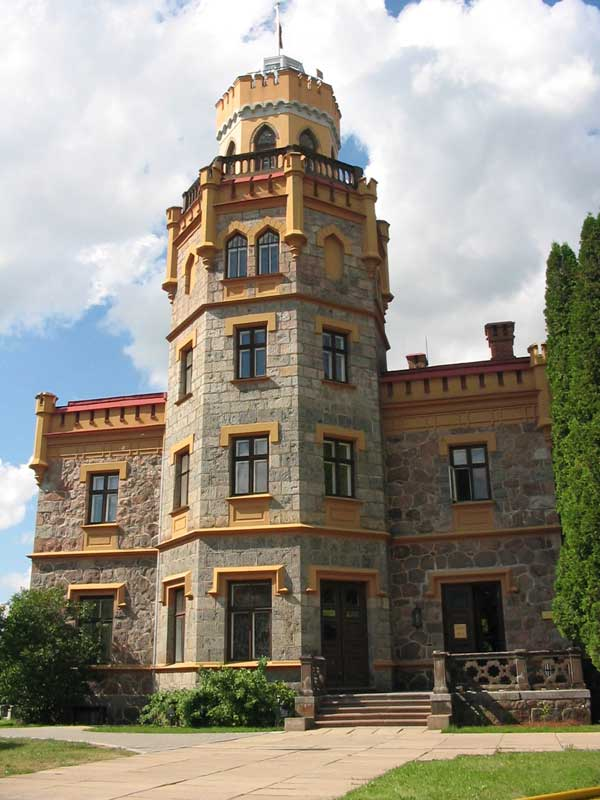
O Castelo de Sigulda

Sigulda é uma cidade na região de Vidzeme na Letónia, a 53 km da cidade capital Riga. 
Sigulda está situado em um pitoresca troço do rio primeva Gauja vale. Por causa da cor avermelhada Devoniano arenito que faz íngremes rochedos e grutas em ambas as margens do rio, Sigulda tem sido chamado de "Suíça do Vidzeme". 
Após a restauração da independência, em 1991, a ênfase foi colocada na conservação da Sigulda monumentos e parques públicos, bem como a melhoria do setor turístico da cidade. Apoiado pelo conselho municipal, um tradicional Opera Festival realiza-se em um open-air music hall castelo em ruínas a cada verão. A Cidade Festival é comemorado em maio, quando árvores flor de cereja, enquanto Sigulda é conhecida pela cor de suas árvores no outono. Esportes como o esqui, bobsled e o luge são populares durante o inverno e bungee jumping é praticado durante o resto do ano. 
A Caverna Gutmanis situa-se a meio caminho entre Sigulda e Turaida Castelo e tem um pequeno riacho flui a partir dele. É a maior caverna do Báltico, medindo 19 m de profundidade, 12 metros de largura e 10 m de altura. A caverna ainda inscrições a partir de ursos, o mais cedo século 17; a água potável é suposto ser saudável e diz-se um aumento da longevidade. A partir da caverna é possível subir ao morros e tomar as teleférico ao longo do rio vale.